# Jusup Akajew
Jusup Abdułabekowicz Akajew (ros. Юсу́п Абдулабе́кович Ака́ев, ur. 14 sierpnia 1922 w Bujnaksku, zm. 19 listopada 1949) – radziecki lotnik wojskowy, major, Bohater Związku Radzieckiego (1944).

## Życiorys
Urodził się w kumyckiej rodzinie chłopskiej. Skończył 7 klas, pracował jako nauczyciel, w 1941 ukończył szkołę prawną, od 1941 służył w Marynarce Wojennej. W 1942 ukończył wojskowo-morską szkołę lotniczą i został lotnikiem morskim, od września 1943 uczestniczył w wojnie z Niemcami, początkowo walczył pod Noworosyjskiem jako lotnik Floty Czarnomorskiej. Później dowodził 2 eskadrą 47 pułku lotnictwa szturmowego 11 Dywizji Lotnictwa Szturmowego Sił Powietrznych Floty Bałtyckiej, do lipca 1944 wykonał 104 loty bojowe, atakując okręty, czołgi i pociągi oraz inną technikę wojskową wroga. W kwietniu 1944 został członkiem WKP(b). W 1948 zakończył służbę wojskową w stopniu majora, pracował jako zastępca przewodniczącego zarządu Dagpotriebsojuza. Został pochowany w Bujnaksku.

## Odznaczenia
- Złota Gwiazda Bohatera Związku Radzieckiego (19 sierpnia 1944)
- Order Lenina
- Order Czerwonego Sztandaru (trzykrotnie)
- Order Aleksandra Newskiego
- Order Wojny Ojczyźnianej I klasy
- Medal „Za zasługi bojowe”